# Aneliopis alampeta
Aneliopis alampeta là một loài bướm đêm trong họ Erebidae.